# Analiza pozioma
Analiza pozioma – badanie zmian w czasie (badaniu dynamiki) poszczególnych pozycji bilansu, rachunku zysków i strat oraz rachunku przepływów pieniężnych.
W ramach analizy poziomej bilansu, rachunku zysków i strat oraz rachunku przepływów pieniężnych można wykorzystać następujące mierniki dynamiki badanych wielkości finansowych:
- przyrost absolutny, stanowiący różnicę pomiędzy poziomami analizowanego zjawiska w okresie badanym i okresie bazowym,
- tempo zmian, które określa relację przyrostu absolutnego do poziomu analizowanego zjawiska w okresie bazowym,
- indeks dynamiki, który jest relacją poziomu zjawiska w okresie badanym do poziomu tego zjawiska w okresie bazowym.

W analizie zmian w czasie w okresie wieloletnim baza porównań może być stała (porównujemy zawsze do tego samego roku) lub zmienna (do roku poprzedzającego).
Tempo zmian i indeks dynamiki są lepsze od przyrostu absolutnego w tym sensie, że pokazują relatywne zmiany w czasie. Jednak powstaje problem przy tempie zmian i wskaźniku dynamiki, kiedy porównywane wielkości przyjmują wielkości zero lub przynajmniej jedna z nich jest ujemna (np. w roku bazowym występuje strata netto, a w roku badanym zysk netto). W drugim przypadku można wykorzystać wartości bezwzględne.